# Rezerwat przyrody Ostrowy-Bażantarnia
Rezerwat przyrody Ostrowy-Bażantarnia – leśny rezerwat przyrody w gminie Nowe Ostrowy, w powiecie kutnowskim, w województwie łódzkim. Zlokalizowany jest w obrębie Kutno w leśnictwie Ostrowy (Nadleśnictwo Kutno). Zajmuje powierzchnię 27,24 ha.
Powołany Zarządzeniem Ministra Leśnictwa i Przemysłu Drzewnego z dnia 26.03.1975 r. (MP nr 11 poz. 64 z 1975 r.).
Według Zarządzenia celem ochrony rezerwatu jest zachowanie fragmentu lasu liściastego o cechach zespołu naturalnego. Przedmiotem ochrony jest wilgotny las liściasty zaliczony do grądu niskiego.
Jest to rezerwat leśny (L):
- według głównego przedmiotu ochrony jest to rezerwat fitocenotyczny (PFi) podtypu zbiorowisk leśnych (zl),
- według głównego typu ekosystemu jest to rezerwat lasów i borów (EL) podtypu lasów nizinnych (lni)[2].

Według obowiązującego planu ochrony ustanowionego w 2013 roku (zmienionego w 2015), obszar rezerwatu objęty jest ochroną czynną.
W pobliżu, w obrębie tego samego kompleksu leśnego znajduje się rezerwat „Ostrowy”.

## Walory przyrodnicze
Obszar ten charakteryzuje się dość bogatą różnorodnością struktury drzewostanu i składu gatunkowego oraz dużym stopniem naturalności.
Runo jest kilkuwarstwowe, o naturalnej zmienności fenologicznej. Występują tu rośliny chronione i niektóre osobliwości florystyczne regionu.
Ogółem na terenie rezerwatu wyróżniono 197 gatunków roślin naczyniowych oraz 14 gatunków mchów. Wśród tej ilości roślin, stwierdzono występowanie gatunków chronionych lub rzadkich, takich jak kruszczyk szerokolistny (Epipactis latifolia), wawrzynek wilczełyko (Daphne mezereum), kopytnik pospolity (Asarum europaeum), kruszyna pospolita (Frangula alnus), konwalia majowa (Convallaria majalis), kalina koralowa (Viburnum opulus), klon polny (Acer campestre), fiołek przedziwny (Viola mirabilis), pszeniec gajowy (Melampyrum nemorosum) i selernica żyłkowana (Cnidium dubium).